# Chico Brown
Francisco Buarque de Freitas (Rio de Janeiro, 24 de agosto de 1996), mais conhecido como Chico Brown, é multi-instrumentista, cantor e compositor.

## Vida pessoal
O artista é filho de Carlinhos Brown e  Helena Buarque de Holanda (sendo, então, neto de Chico Buarque e de Marieta Severo). 

## Carreira
Chico Brown foi guitarrista do grupo de rap carioca 3030. 
Em 2017 lançou a música "Massarandupió" no CD "Caravanas", de Chico Buarque.
Em 2021, co-autorou 5 músicas  com Marisa Monte no CD "Portas".
Em 2022, compôs a música "Hino ao Inominável" junto a Pedro Luís, com letra de Carlos Rennó, criticando falas e posturas de Jair Bolsonaro. A música foi gravada com diversos artistas célebres, entre eles André Abujamra, Arrigo Barnabé, Bruno Gagliasso, Chico César, Chico Chico, Jorge Du Peixe, José Miguel Wisnik, Leci Brandão, Lenine, Luana Carvalho, Monica Salmaso, Paulinho Moska, Péricles Cavalcanti, Preta Ferreira, Professor Pasquale, Ricardo Aleixo, Thaline Karajá, Wagner Moura e Zélia Duncan. 